# Colobaspis suturalis
Colobaspis suturalis es una especie de coleóptero de la familia Megalopodidae.

## Distribución geográfica
Habita en  Mozambique.